# Забрезник
Забрезник (словен. Zabreznik) — поселення в общині Загорє-об-Саві, Засавський регіон, Словенія. Висота над рівнем моря: 526,4 м.